# Кокошка (Фабержеово јаје)
Кокошка или прво царско ускршње јаје (рус. Курочка, Первое императорское пасхальное яйцо) једно је од царских Фабержеових јаја. Прво је у серији од више од 50 таквих јаја израђених под надзором Петра Карла Фабержеа за руску царску породицу. Испоручено је цару Александру III и поклоњено његовој супрузи Марији Фјодоровни, 1885. године. Царица је толико уживала у поклону да је Александар III убрзо наручио од Фабержеа израду новог јајета за своју супругу као ускршњи поклон, уз услов да свако јаје буде јединствено и да садржи неку врсту „изненађења“. Јаје Кокошка данас је део сталне поставке Музеја Фаберже у Санкт Петербургу у Русији.

## Дизајн
Иако је Фаберже био власник радионице, ниједно од јаја произведених тамо није директно направио он лично, па ни прво. Израда првог империјалног јајета приписује се Ерику Колину из Фабержеове радионице. Јаје је направљено од злата и потпуно обложено непрозирним белим емајлом како би изгледало као право јаје. Танка трака од злата, која повезује две половине љуске, видљива је око средине јајета.

## Историја

### Јаје наручено од стране цара
У XIX веку, руски православни хришћани сматрали су Ускрс најважнијим даном у години. Након строгог поста током целог Великог поста, Ускрс је био дан прославе Христовог васкрсења. Да би прославио овај празник, брат цара Александра III, велики кнез Владимир Александрович, наручио је од Петра Фабержеа да направи ускршње изненађење за царицу. Кореспонденција између цара и његовог брата, датирана на 21. март 1885. године, указује на то да је велики кнез пренео Фабержеу цареве жеље и упутства за поклон, уместо да сам цар надгледа израду јајета. Усред терористичких претњи царској породици, цар је желео да својој жени поклони нешто што би је одвратило од брига за Ускрс 1885. године. Фаберже је направио јаје инспирисано једним које је царица познавала из детињства као принцеза на краљевском двору Данске.
Јаје, које се и даље налази у Данској краљевској збирци, направљено је од слоноваче уместо злата, има прстен уместо привеска унутра и датира из XVIII века. Фаберже је несумњиво изабрао овај дизајн јер би царица препознала мотив из младости. Дизајн је толико одушевио и цара и царицу да је Александар III наручио још једно за следећи Ускрс и доделио Фабержеу „дозволу... да носи титулу Добављача царског двора са правом да постави државни грб на знак своје радње“.

## Историја након представљања царици
Царица је била импресионирана и одушевљена ускршњим поклоном од свог супруга. Јаје се чувало у Аничковом дворцу све до револуција 1917. године. У то време, револуционари су запленили прво царско ускршње јаје заједно са већином других царских јаја и послали га у Оружарску палату Кремља. Лондонски трговац по имену Дерек или Фредерик Бери купио је јаје од руских званичника око 1920. године, вероватно у Берлину или Паризу. Кристијева аукцијска кућа у Лондону продала је јаје као предмет 55 из збирке Бери за 85 фунти (430 долара) господину Алфреду Суенсон-Тејлору 1934. године. Тејлор је 1955. године постао Лорд Гранчестер, а јаје је постало део имања Гранчестер када су и Лорд и Леди Тејлор преминули у року од неколико месеци једно од другог 1976. године. Њујоршка галерија A La Vieille Russie набавила је јаје са имања и продала га, заједно са јајетом Васкрсење, Форбсовој збирци магазина 1978. године. Виктор Векселберг је купио прво царско ускршње јаје заједно са још осам царских јаја из Форбсове збирке, пре него што су она требало да буду стављене на аукцији. Векселберг је потом вратио јаја у Русију, где се сада налазе у Музеју Фаберже у Санкт Петербургу.
У мају 2022. године, након изложбе Фабержеових радова у Лондону, јаје је заплењено од стране британских власти у оквиру санкција против Векселберга.

## Изненађење
Две половине спољашње љуске уклапају се у стилу бајонетског споја који се отвара увртањем и открива „изненађење“ јајета — округло „жуманце“ од злата са мат површином. Ово жуманце се отвара и открива шарено златно пиле са очима од рубина. Пиле је шаркирано на перима репа, што омогућава да се и оно отвори, откривајући још два изненађења: реплику царске круне од злата и дијаманата и малу рубински привезак, који је био окачен на ланцу унутар ње, али су оба сада изгубљена.